# 浮梁县
浮梁县是中国江西省景德镇市的所辖的一个县、位於江西省東北部，贛、皖二省交界處，东邻安徽省休宁县、江西省的婺源县，西毗江西省鄱阳县，南接乐平市和景德镇昌江区，北连安徽省祁门县和东至县。縣政府駐浮梁鎮。白居易《琵琶行》中曾有記載：“商人重利輕別離，前月浮梁買茶去”。

## 历史
唐武德四年（621年）析鄱阳县东域置新平县，后省入鄱阳县。开元四年（716年）以新平故地置新昌县。天宝元年（742年）以溪水时泛，民务伐木为梁而更名浮梁县。元元贞元年（1295年）升为浮梁州。明洪武二年（1369年）复为县，属饶州府。1949年后景德镇析出建市。1960年浮梁县撤销并入景德镇市。1960－1988年县制撤销期间，1971年设立景东区、景西区，1980年改称鹅湖区、蛟潭区。1988年10月11日恢复浮梁县建制。

## 地理
浮梁县位于江西省东北部，北与安徽省祁门县、东至县交界，东与婺源县相邻，西与鄱阳县相邻，南部为景德镇市区和乐平市。
全县以山地、丘陵为主。
最高峰为与婺源县交界的大嶂山。

## 行政区划
浮梁县下辖10个镇、8个乡：
浮梁镇、鹅湖镇、经公桥镇、蛟潭镇、湘湖镇、瑶里镇、洪源镇、寿安镇、三龙镇、峙滩镇、王港乡、臧湾乡、黄坛乡、兴田乡、江村乡、勒功乡、西湖乡和罗家桥乡。

## 交通
- 铁路：皖赣铁路、衢九铁路
- 公路：济广高速公路（G35）、杭瑞高速公路（G56）、206国道

## 经济
2011年全县生产总值(GDP) 64.62亿元。

## 人口
根據第七次人口普查數據，截至2020年11月1日零時，浮樑縣常住人口為280376人。
2010年第六次全国人口普查浮梁县常住人口303563人。

## 语言
通用浮梁话，属徽语祁婺片。

## 风景名胜
- 中国历史文化名镇：瑶里镇

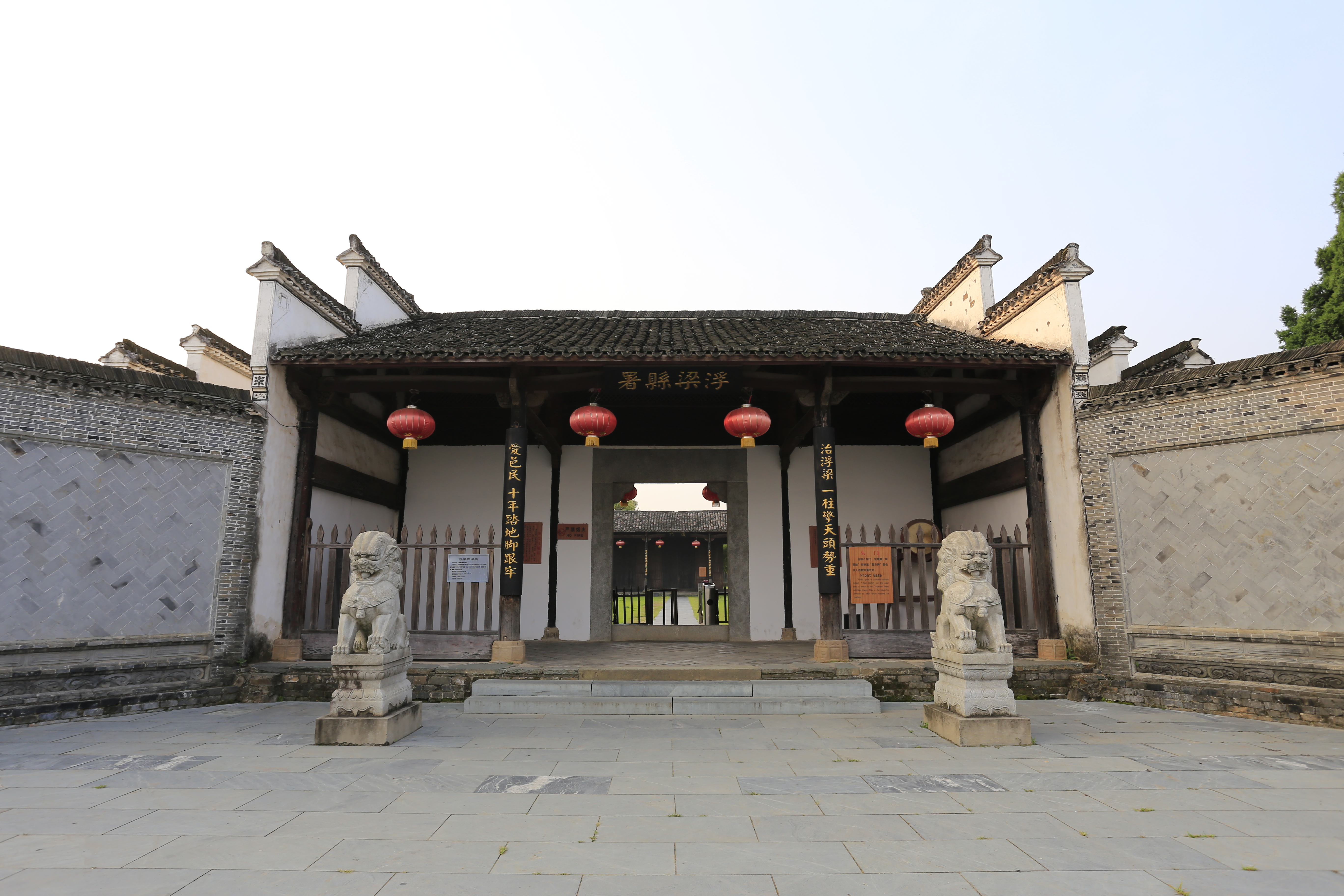
浮梁县衙

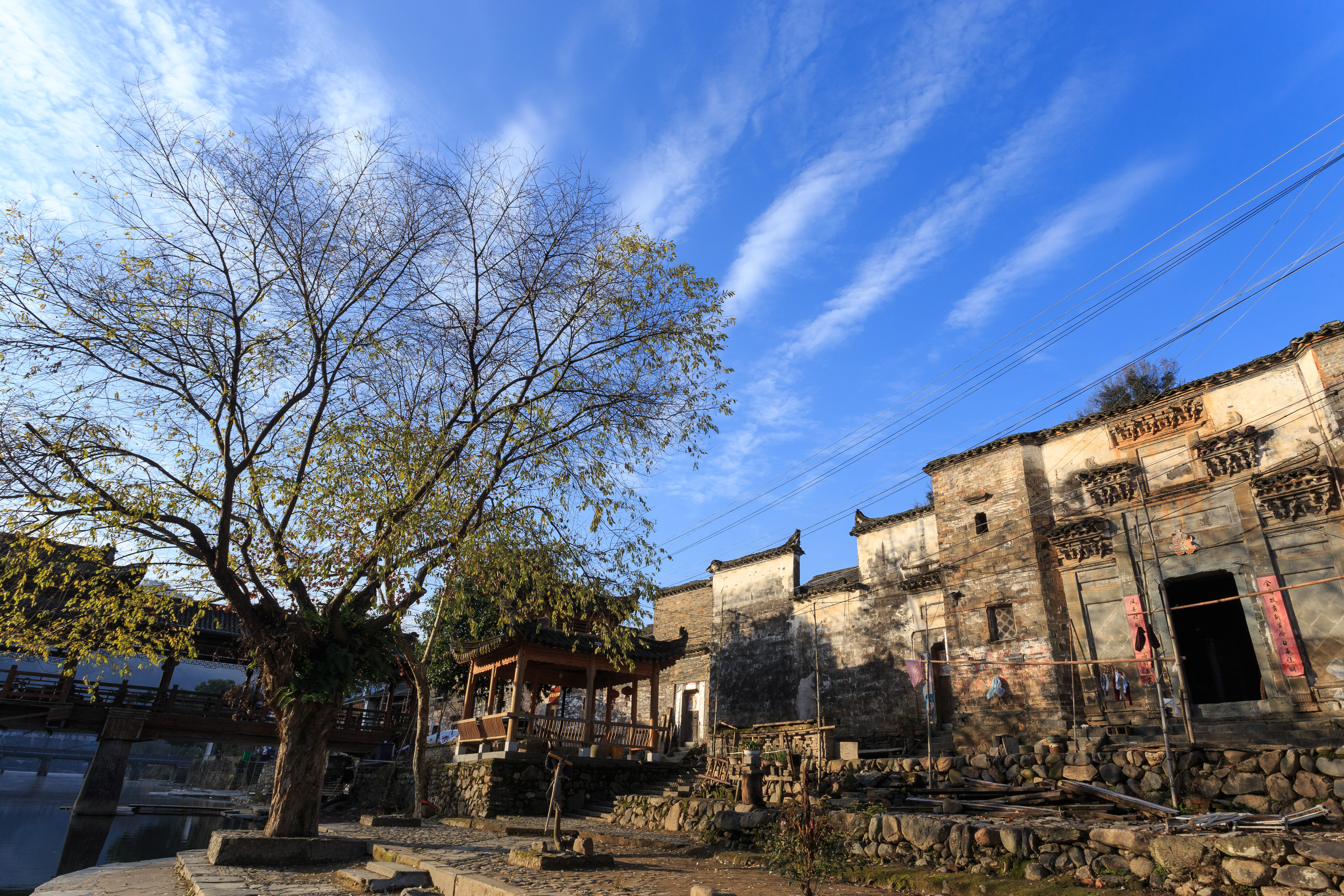
瑶里镇

- 全国重点文物保护单位：瑶里改编旧址、浮梁双峰塔、浮梁红塔、浮梁县衙、
- 江西省文物保护单位：兰田古瓷窑址、沧溪村古建筑群、严台村大新油坊、严台村古建筑群、国学师门楼和青云得路坊、瑶里民居、磻溪村汪氏宗祠、茶宝村汪氏总祠、皖赣分区苏维埃政府旧址群、中共赣北特委旧址、中共秋浦县委、县苏维埃政府旧址、陈家坦红军亭护堤旧址
- 中国历史文化名村：严台村、沧溪村、礼芳村、英溪村、
- 江西省历史文化名村：高岭东埠村、磻溪村、